# Trichomyia eatoni
Trichomyia eatoni är en tvåvingeart som beskrevs av Satchell 1956. Trichomyia eatoni ingår i släktet Trichomyia och familjen fjärilsmyggor. Inga underarter finns listade i Catalogue of Life.